# SADA
AST（アスト、1984年〈昭和59年〉6月5日 - ）は、日本のアーティスト、俳優、モデル、プロデューサー、実業家。
11月5日より名前を『SADA』から『AST』に改名。

## 略歴・人物
大阪府出身。大阪府立香里丘高等学校、大阪経済大学人間科学科卒業。高校時代はハンドボール部に所属しており、ブロックリーダー（応援団）のリーダーも務めていた。
ジュノン・スーパーボーイ・コンテストの全国写メール投票を機にスカウトをされて、芸能活動を開始する。
声優の三橋加奈子と共にユニットBelle de STERAとして活動。
2017年 、TBS で放送の実録犯罪列島に出演。番組内で芸能詐欺師を捕まえた。
2018年、同年公開のオムニバス長編映画「Tokyo Loss」（田中壱征監督）に出演。

また、同じく2018年に映画「奇跡のクリスマス」（月元映里監督）にて、初の主演を務める。

「奇跡のクリスマス」がノミネートされたフランスのニース国際映画祭にて、外国語映画作品部門での最優秀外国映画主演男優賞を受賞。

2018年末には、マレーシアで開催された「JAPAN EXPO ASIA in マレーシア」にて、カウントダウンのメインステージにSADA and SAKURAとしてゲスト出演している。
2019年、上述の「奇跡のクリスマス」がノミネートされたフュージョン国際映画祭（スペイン・バレンシア）にて、同じく最優秀外国映画主演男優賞を受賞した。

また同年、大阪府の門真国際映画祭で公式エヴァンジェリストとして、受賞者へのプレゼンターを務めた。
2020年（令和2年）、インド・ジャイプール国際映画祭にて特別ゲストとして招待されている。

同年、8月からAbemaTVで配信のバラエティ番組「いきなりマリッジ 結婚に本当に必要なこと（シーズン4）」に出演している。

（同番組については、制作および配信を見合わせる事が決定）
2021年（令和3年）、テレビ朝日で放送の「いいねの森」出演。

「イケメン評論家」の沖直実の推薦で職業『俺』として紹介され、歌手の青山テルマのガチ恋人候補として登場した。番組内でお互いの連絡先を交換している。
2022年11月5日世界光プロジェクトアンバサダー就任。2022年目黒五百羅漢寺で行なわれたプロジェクトローンチ及び会見イベントのタイミングに合わせて、名前を『SADA』から『AST』に改名。尚、この世界光平和プロジェクトの映画で主演を務め、その情報がG20・G7の公式HPやAPECでの議会誌に掲載されることが同プロジェクト会長から発表された。

## 出演

### 映画
- 「Tokyo Loss」0.1％の可能性（2018年）
- 「奇跡のクリスマス」（2018年）

### TV
- チバテレビ「ダイヤモンド☆コレクション」

「マスター☆コレクション」
「DIAMOND TV」
- テレビ埼玉「All in One」

「ステラスタジアム」
- TOKYO MX「Promotion Tv」
- 「 5時に夢中」
- サンテレビジョン「ケンコバのバコバコテレビ」
- TBS「実録!犯罪列島」
- テレビ朝日「いいねの森」
- 都市伝説バスター 第7話（2014年9月 、チバテレ）

### インターネットTV
- AbemaTV「いきなりマリッジ 結婚に本当に必要なこと（シーズン4）」（2020年8月1日 - 8月22日）

### ラジオ
- 市川うららFM 「Diamond Saturday」

「Diamond Sunday」
「三橋加奈子のサタデーベル」
- レインボータウンFM 「波田陽区のラジオ侍」

「原めぐみのENJOYトーク」
- FM西東京 「まきまりsite」
- FM千里「マッケンジーの気まぐれロックンロール」